# 克里斯·黑津加
克里斯·黑津加（荷蘭語：Chris Huizinga，1997年8月11日—），荷兰男子速度滑冰运动员，2024年欧洲速度滑冰锦标赛男子团体追逐铜牌得主、2024年至2025年速度滑冰世界杯海伦芬站男子5000米金牌得主和男子团体追逐铜牌得主、2025年世界单程距离速度滑冰锦标赛男子团体追逐铜牌得主。